# Mitropapokal 1992
Der Mitropapokal 1992 war die 51. und gleichzeitig letzte Auflage des Fußballwettbewerbs. Borac Banja Luka gewann das Finale gegen Budapesti VSC.

## Mannschaften
| Land             | Verein              | Platzierung in Vorsaison                    |
| ---------------- | ------------------- | ------------------------------------------- |
| Italien          | Foggia Calcio       | Meister (Serie B 1990/91)                   |
| Jugoslawien      | Borac Banja Luka    | 5. Platz (1. Liga Jugoslawien 1990/91)      |
| Tschechoslowakei | DAC Dunajská Streda | 4. Platz (1. Liga Tschechoslowakei 1990/91) |
| Ungarn           | Budapesti VSC       | Meister (2. Liga Ungarn 1990/91)            |

## Halbfinale
Die Spiele fanden am 27. Mai 1992 in Foggia statt.
|               | Ergebnis        |                     |
| ------------- | --------------- | ------------------- |
| Foggia Calcio | 2:2 (2:4 i. E.) | Borac Banja Luka    |
| Budapesti VSC | 0:0 (6:5 i. E.) | DAC Dunajská Streda |

## Finale
Das Spiel fand am 29. Mai 1992 in Foggia statt.
|                  | Ergebnis        |               |
| ---------------- | --------------- | ------------- |
| Borac Banja Luka | 1:1 (5:3 i. E.) | Budapesti VSC |